# Wulfila inconspicuus
Wulfila inconspicuus är en spindelart som beskrevs av Alexander Petrunkevitch 1930. Wulfila inconspicuus ingår i släktet Wulfila och familjen spökspindlar.
Artens utbredningsområde är Puerto Rico. Inga underarter finns listade i Catalogue of Life.